# Bondeska paladset
Bondeska paladset (svensk: Bondeska palatset) er et palads, der ligger i Stockholms gamle bydel Gamla stan. Det ligger ved siden af Riddarhuset, og er blandt de mest berømte eksempler fra den svenske stormagtstid (1611–1718), og det blev oprindeligt tegnet af Nicodemus Tessin den ældre og Jean De la Vallée i 1662-1667 som privat bolig for rigsskatmester Gustaf Bonde (1620–1667). Det har fået navn efter Bonde. Fra 1700-tallet og fremefter fungerede det som Stockholms rådhus, og siden 1949 har det været den svenske højesteret.
På sydsiden af bygningen ligger Myntgatan og pldasen Riddarhustorget, mens stræderne Riddarhusgränd og Rådhusgränd løber på øst- og vestsiden.